# Estació de Llevant - les Planes
Llevant - les Planes és una estació capçalera de la línia T2 de la xarxa del Trambaix, abans anomenada Sant Martí de l'Erm (fins al 10 de gener de 2010), com la d'Hospital Sant Joan Despí | TV3.
L'estació està situada sobre l'avinguda de Barcelona, a l'alçada de l'avinguda del Baix Llobregat, a Sant Joan Despí i es va inaugurar el 3 d'abril de 2004 amb l'obertura del Trambaix. A l'estació de la T2 se li pot afegir el sufix de -Baixador perquè és una estació secundària, ja que només disposa d'una andana i una via, no disposa de marquesina i a més no va ser fins al 2007 que va disposar de màquina d'autovenda de bitllets.
| Trambaix               |                           |       |          |                        |
| Procedència/Destinació | <                         | Línia | >        | Procedència/Destinació |
| Francesc Macià         | Centre Miquel Martí i Pol |       | terminal | terminal               |

## Vegeu també

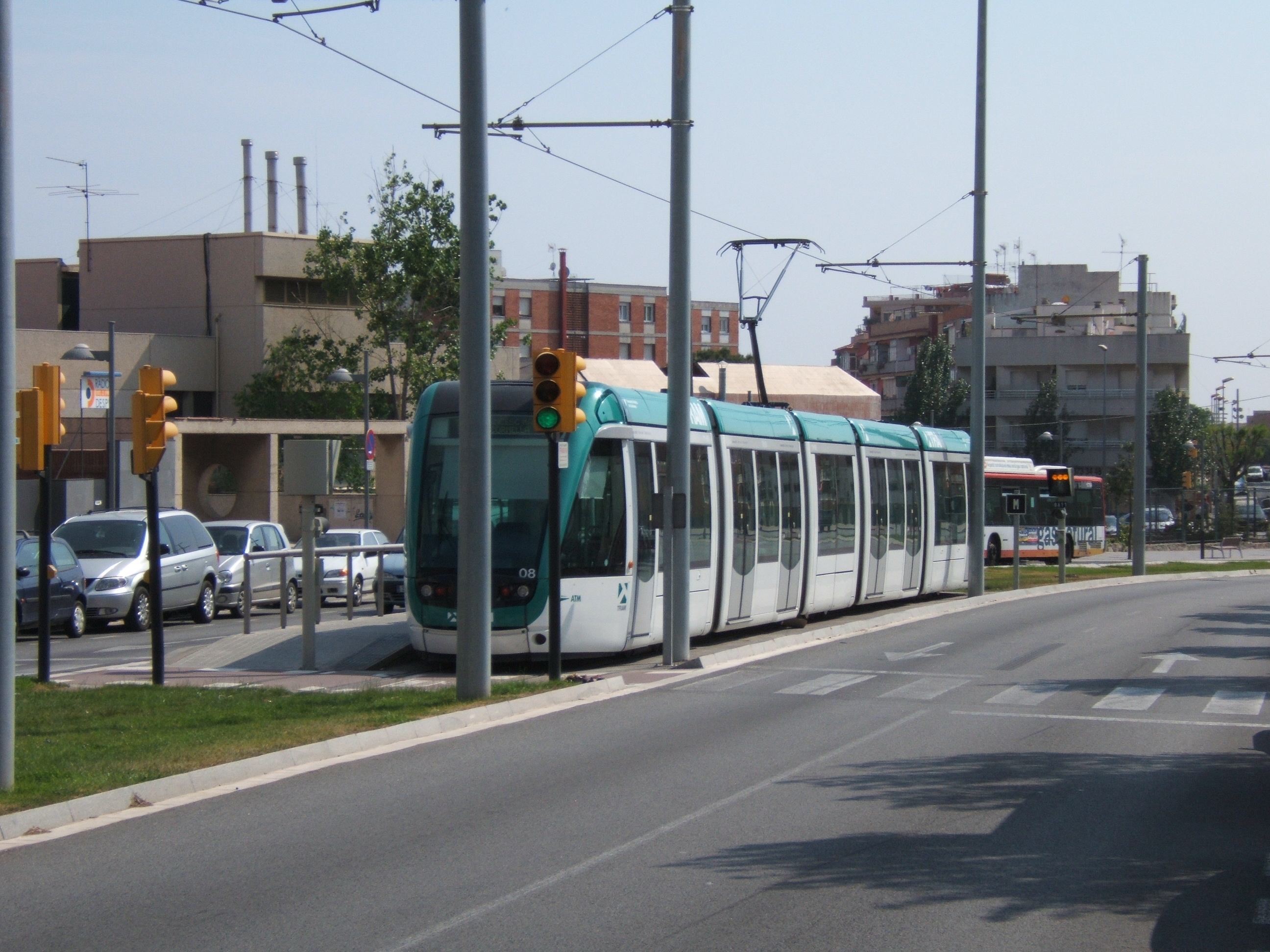
Tramvia de la línia T2 a l'estació el 2006